# Cryphia rosnia
Cryphia rosnia là một loài bướm đêm trong họ Noctuidae.